# افینگ‌هام (ایلینوی)
افینگ‌هام، ایلینوی (به انگلیسی: Effingham, Illinois) یک شهر در ایالات متحده آمریکا با جمعیت ۱۲٬۳۲۸ نفر است که در ایلی‌نوی واقع شده‌است.

## موقعیت جغرافیایی
موقعیت جغرافیایی شهرها و مناطق اطراف به شرح زیر است: